# Jack Shephard

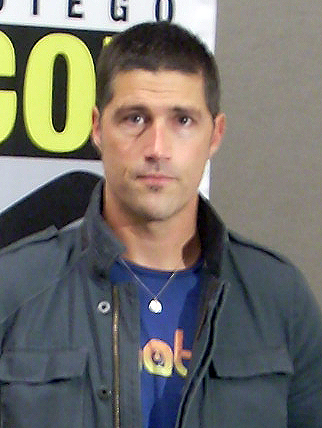
Jack Shephard

Jack Shephard (jucat de Matthew Fox) este unul dintre personajele principale din serialul de televiziune american Lost. A fost un medic la Los Angeles, California și a mers în Australia ca să-și găsească pe tatăl lui. 
Pe insulă a devenit conducătorul „naufragiaților”. De profesie chirurg, s-a remarcat prin sângele rece și spiritul organizatoric de care a dat dovadă în situații de criză. Acesta și-a dovedit bunătatea și calitățile de lider ajutând naufragiații și sacrificându-se pentru ei.